# Leonard Nolens

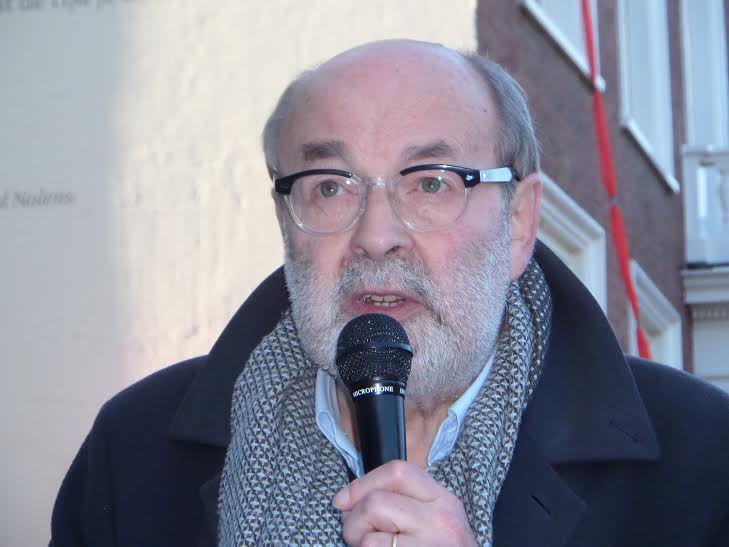
Nolens (2015)

Leonard Nolens, född som Leon Helena Sylvain Nolens, 11 april 1947 i Bree, är en belgisk poet. Han tilldelades 2012 års Prijs der Nederlandse Letteren, den nederländskspråkiga världens främsta litteraturpris, som delas ut en gång var tredje år. I prismotiveringen beskrevs Nolens' författarskap som "en livslång kamp i språk och ett sökande efter den egna identiteten och den hos andra".

## Bibliografi

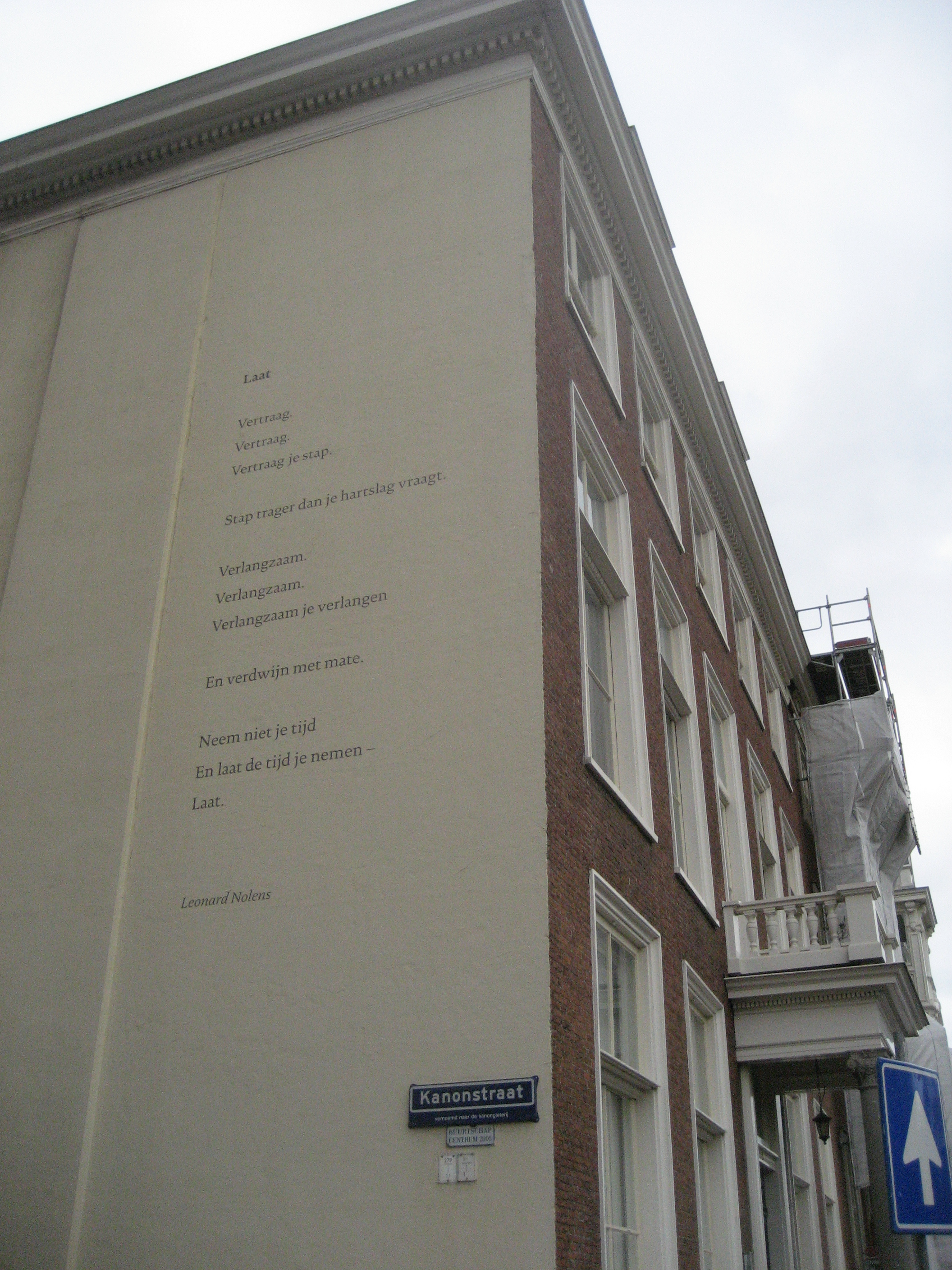
Väggdikt Laat (Haag)

## Utmärkelser
- 1974 - Pris för bästa litterära förstlingsverk för De muzeale minnaar
- 1976 - Arkprijs van het Vrije Woord för Twee vormen van zwijgen
- 1976 - Poëzieprijs van de provincie Antwerpen för Twee vormen van zwijgen
- 1980 - Hugues C. Pernath-priset för Alle tijd van de wereld
- 1980 - Poëzieprijs van de provincie Limburg för Alle tijd van de wereld
- 1984 - Poëzieprijs van De Vlaamse Gids för Vertigo
- 1991 - Jan Campert-priset för Liefdesverklaringen
- 1997 - Constantijn Huygens-priset
- 2002 - Gedichtendag-priset för "Hostie" ur samlingen Manieren van leven
- 2007 - Karel van de Woestijne-priset
- 2008 - VSB Poëzieprijs för Bres
- 2012 - Prijs der Nederlandse Letteren